# Viaduto Duarte Pacheco
O Viaduto Duarte Pacheco, é um viaduto em arco, de acesso a Lisboa, vindo da autoestrada A5. O viaduto começa no final da Serra de Monsanto, atravessa o Vale de Alcântara, indo terminar em Campolide, no início da Avenida Duarte Pacheco. Este acessa logo ao túnel do Marquês que, a partir daí dá acesso às principais artérias do centro de Lisboa.
Retira o seu nome do ministro das obras públicas, Duarte Pacheco, grande impulsionador da modernização da rede viária portuguesa nos anos 40, cuja estátua se encontra no lado norte do viaduto.
O Viaduto Duarte Pacheco foi projetado em 1937 pelo engenheiro João Alberto Barbosa Carmona, e a obra foi executada de abril de 1939 a dezembro de 1944 pela "Sociedade de Empreitada de Obras Públicas, Lda" (SEOP, Lda) sendo inaugurado a 28 de maio de 1944. Na época era um dos maiores viadutos da Europa com 471 metros de comprimento, 24 metros de largura e 27 metros de altura máxima.
A estrutura, integralmente realizada em betão armado, divide-se em 5 partes:
- Duas passagens superiores em arco (arcos laterais), uma sobre a linha de caminho de ferro (linha do Sul e linha de Cintura) e outra sobre a Avenida do Parque Florestal de Monsanto. Cada uma destas passagens compõe-se de três arcos paralelos com 40 m de vão sobre os quais assenta o tabuleiro de betão armado por meio de pilares-paredes encastradas no arco. A secção transversal do tabuleiro é constituída por uma laje contínua apoiada em 10 longarinas com vãos de 4,0m.
- Dois viadutos com uma extensão de 85,80 m entre eixos, de vigas contínuas de 5 tramos com 16,35 m de vão assentes em pilares articulados longitudinalmente.
- Uma passagem superior central (arco central) sobre a Avenida de Ceuta. A secção transversal do tabuleiro é semelhante à anteriormente descrita, estando a laje apoiada em 10 longarinas com 12 tramos de 7,83 m, constituindo dois conjuntos de vigas contínuas de 6 tramos entre a pilastra e o fecho do arco. A largura do tabuleiro é de 24,00 m dos quais 6.00 m foram inicialmente destinados a dois passeios de 3,00 m cada. Cada faixa de rodagem comportava duas vias (7,50m) e um separador central de 3,00 m. Atualmente a largura dos passeios é de 1,80 m.

Entre 2023 e 2024 a Infraestruturas de Portugal conduziu trabalhos de reabilitação e de reforço sísmico. As obras custaram perto de sete milhões de euros e duraram cerca de um ano e meio.
1. ↑  «Viaduto Duarte Pacheco | Grupo Secil». www.secil-group.com. Consultado em 6 de abril de 2024
2. ↑  «IC15 – Reforço Sísmico e Reabilitação do Viaduto Duarte Pacheco | Infraestruturas de Portugal». www.infraestruturasdeportugal.pt. Consultado em 6 de abril de 2024
3. ↑  «Conclusão da obra de reabilitação e reforço sísmico do Viaduto Duarte Pacheco | Infraestruturas de Portugal». www.infraestruturasdeportugal.pt. Consultado em 6 de abril de 2024